# 马科斯·瓦菲阿迪斯

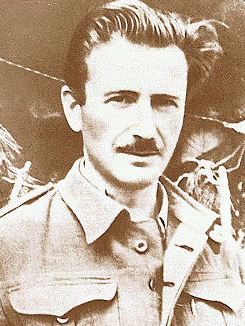
马科斯·瓦菲阿迪斯

马科斯·瓦菲阿迪斯（羅馬化：Márkos Vafiádis；1906年1月28日—1992年2月22日），希腊共产党在希腊内战时期的领导人之一。

## 生平
1941年，纳粹德国占领希腊，他开始参加反抗占领的抵抗运动。1942年，瓦菲阿迪斯进入希腊共产党中央委员会。1946年，希腊民主军成立，瓦菲阿迪斯成为其领导人。1947年，担任临时民主政府主席兼军事部部长。在希腊内战后期，由于路线的分歧，1948年8月被解除领导职权。1950年，流亡苏联。1983年，重返希腊。